# Porcieu-Amblagnieu
Porcieu-Amblagnieu är en kommun i departementet Isère i regionen Auvergne-Rhône-Alpes i sydöstra Frankrike. Kommunen ligger i kantonen Morestel som tillhör arrondissementet La Tour-du-Pin. År 2022 hade Porcieu-Amblagnieu 1 792 invånare.

## Befolkningsutveckling
Antalet invånare i kommunen Porcieu-Amblagnieu
Referens:INSEE